# Juraj Herz
Juraj Herz (Késmárk, 1934. szeptember 4. – 2018. április 8.) szlovák származású cseh filmrendező, színész, forgatókönyvíró.

## Életpályája
Fényképésznek tanult, majd Pozsonyból Prágába ment, ahol elvégezte a Művészeti Akadémiát. A prágai Szemafor Színház rendezője, színész, Zbyněk Brynych filmrendező asszisztense.

## Filmjei

### Rendezőként
- A hulladékgyűjtőben (1965)
- A vádlott (1965) (rendezőasszisztens)
- Ráktérítő (1967)
- A sánta ördög (1968)
- A hullaégető (1969) (forgatókönyvíró is)
- Múlt édes játékai (1969)
- Petrolejové lampy (1971) (forgatókönyvíró is)
- Morgiana (1972) (forgatókönyvíró is)
- Megölni való lány (1975) (színész is)
- …és újra a szerelem (1977)
- A szép és a szörnyeteg (1978)
- Vámpír négy keréken (1982) (színész és forgatókönyvíró is)
- Buldogok és cseresznyék (1983) (színész és forgatókönyvíró is)
- Jobb ma egy szarka (1983)
- Galose stastia (1986)
- Rám zuhan az éjszaka (1986) (forgatókönyvíró is)
- Édes gondok (1989)
- A békakirály (1991)
- Mozart – a csodagyerek (1991)
- A buta Ágota (1993)
- A császár új ruhája (1994)
- Lara – Éveim Paszternakkal (1994)

### Színészként
- Limonádé Joe (1964)
- Ha ezernyi klarinét (1965)
- Üzlet a korzón (1965)
- Pipák (1966)
- Byt (1968)
- Szabad egy kis spenótot? (1977)

## Díjai
- Bajor filmdíj (1993, 1994, 2010)